# Карлос Муньйос (борець)
Карлос Андрес Муньйос Харамільйо (ісп. Carlos Andres Muñoz Jaramillo; нар. 3 серпня 1992, Ла-Сеха, департамент Антіокія) — колумбійський борець греко-римського стилю, срібний та шестиразовий бронзовий призер Панамериканських чемпіонатів, бронзовий призер Панамериканських ігор, чемпіон Південної Америки чемпіон та срібний призер Південноамериканських ігор, срібний призер Центральноамериканського і Карибського чемпіонату, триразовий бронзовий призер Центральноамериканських і Карибських ігор, учасник Олімпійських ігор.

## Життєпис
Боротьбою почав займатися з 2008 року.
Виступав за спортивний клуб «Фітнес» Ла-Сеха. Тренер — Давід Гутеррес (з 2008).

## Спортивні результати на міжнародних змаганнях

### Виступи на Олімпіадах
| Змагання                    | Збірна   | Вагова категорія                 | Місце |
| --------------------------- | -------- | -------------------------------- | ----- |
| Літні Олімпійські ігри 2016 | Колумбія | греко-римська боротьба, до 75 кг | 20    |

### Виступи на Чемпіонатах світу
| Змагання                        | Збірна   | Вагова категорія                 | Місце |
| ------------------------------- | -------- | -------------------------------- | ----- |
| Чемпіонат світу з боротьби 2015 | Колумбія | греко-римська боротьба, до 75 кг | 32    |
| Чемпіонат світу з боротьби 2017 | Колумбія | греко-римська боротьба, до 85 кг | 13    |
| Чемпіонат світу з боротьби 2018 | Колумбія | греко-римська боротьба, до 82 кг | 18    |

### Виступи на Панамериканських чемпіонатах
| Змагання                                   | Збірна   | Вагова категорія                 | Місце  |
| ------------------------------------------ | -------- | -------------------------------- | ------ |
| Панамериканський чемпіонат з боротьби 1988 | Колумбія | вільна боротьба, до 52 кг        | Бронза |
| Панамериканський чемпіонат з боротьби 2014 | Колумбія | греко-римська боротьба, до 80 кг | Бронза |
| Панамериканський чемпіонат з боротьби 2015 | Колумбія | греко-римська боротьба, до 75 кг | Бронза |
| Панамериканський чемпіонат з боротьби 2016 | Колумбія | греко-римська боротьба, до 80 кг | Бронза |
| Панамериканський чемпіонат з боротьби 2017 | Колумбія | греко-римська боротьба, до 85 кг | Бронза |
| Панамериканський чемпіонат з боротьби 2019 | Колумбія | греко-римська боротьба, до 87 кг | 7      |
| Панамериканський чемпіонат з боротьби 2020 | Колумбія | греко-римська боротьба, до 87 кг | Срібло |
| Панамериканський чемпіонат з боротьби 2022 | Колумбія | греко-римська боротьба, до 87 кг | Бронза |

### Виступи на Панамериканських іграх
| Змагання                  | Збірна   | Вагова категорія                 | Місце  |
| ------------------------- | -------- | -------------------------------- | ------ |
| Панамериканські ігри 2015 | Колумбія | греко-римська боротьба, до 75 кг | Бронза |
| Панамериканські ігри 2019 | Колумбія | греко-римська боротьба, до 87 кг | 5      |

### Виступи на Чемпіонатах Південної Америки
| Змагання                                    | Збірна   | Вагова категорія                 | Місце  |
| ------------------------------------------- | -------- | -------------------------------- | ------ |
| Чемпіонат Південної Америки з боротьби 2016 | Колумбія | греко-римська боротьба, до 80 кг | Золото |

### Виступи на Південноамериканських іграх
| Змагання                       | Збірна   | Вагова категорія                 | Місце  |
| ------------------------------ | -------- | -------------------------------- | ------ |
| Південноамериканські ігри 2014 | Колумбія | греко-римська боротьба, до 75 кг | Срібло |
| Південноамериканські ігри 2018 | Колумбія | греко-римська боротьба, до 87 кг | Золото |

### Виступи на Центральноамериканських і Карибських чемпіонатах
| Змагання                                                       | Збірна   | Вагова категорія                 | Місце  |
| -------------------------------------------------------------- | -------- | -------------------------------- | ------ |
| Центральноамериканський і Карибський чемпіонат з боротьби 2018 | Колумбія | греко-римська боротьба, до 87 кг | Срібло |

### Виступи на Центральноамериканських і Карибських іграх
| Змагання                                                | Збірна   | Вагова категорія                 | Місце  |
| ------------------------------------------------------- | -------- | -------------------------------- | ------ |
| Центральноамериканські і Карибські ігри 2014 (Сан-Хуан) | Колумбія | греко-римська боротьба, до 75 кг | Бронза |
| Центральноамериканські і Карибські ігри 2014 (Веракрус) | Колумбія | греко-римська боротьба, до 75 кг | Бронза |
| Центральноамериканські і Карибські ігри 2018            | Колумбія | греко-римська боротьба, до 87 кг | Бронза |

### Виступи на інших змаганнях
| Змагання                                                     | Збірна   | Вагова категорія                 | Місце  |
| ------------------------------------------------------------ | -------- | -------------------------------- | ------ |
| Боліваріанські ігри 2013                                     | Колумбія | греко-римська боротьба, до 74 кг | Бронза |
| Золотий Гран-прі з боротьби 2015                             | Колумбія | греко-римська боротьба, до 75 кг | 14     |
| Гран-прі Парижа з боротьби 2016                              | Колумбія | греко-римська боротьба, до 75 кг | 5      |
| Олімпійський кваліфікаційний турнір з боротьби 2016 (Фріско) | Колумбія | греко-римська боротьба, до 75 кг | Срібло |
| Кубок Владислава Пітласинські 2016                           | Колумбія | греко-римська боротьба, до 80 кг | 17     |
| Гран-прі Іспанії з боротьби 2016                             | Колумбія | греко-римська боротьба, до 75 кг | 5      |
| Золотий Гран-прі з боротьби 2016                             | Колумбія | греко-римська боротьба, до 80 кг | Бронза |
| Гран-прі Іспанії з боротьби 2019                             | Колумбія | греко-римська боротьба, до 87 кг | 5      |
| Олімпійський кваліфікаційний турнір з боротьби 2020 (Оттава) | Колумбія | греко-римська боротьба, до 87 кг | 9      |
| Турнір Дана Колова — Николи Петрова 2021                     | Колумбія | греко-римська боротьба, до 87 кг | 8      |
| Олімпійський кваліфікаційний турнір з боротьби 2020 (Софія)  | Колумбія | греко-римська боротьба, до 87 кг | 17     |
| Боліваріанські ігри 2022                                     | Колумбія | греко-римська боротьба, до 87 кг | Золото |